# 鉄電気石
鉄電気石（てつでんきせき、schorl、ショール）は鉱物（ケイ酸塩鉱物）の一種。ナトリウムと鉄を含む黒い電気石。
化学組成は NaFe3Al6(BO3)3Si6O18(OH)4。三方晶系。柱状結晶の柱面に条線が発達する。放射状に結晶が集合することもある。
電気石の中で最も多く、主に花崗岩や花崗岩質ペグマタイトに産する。

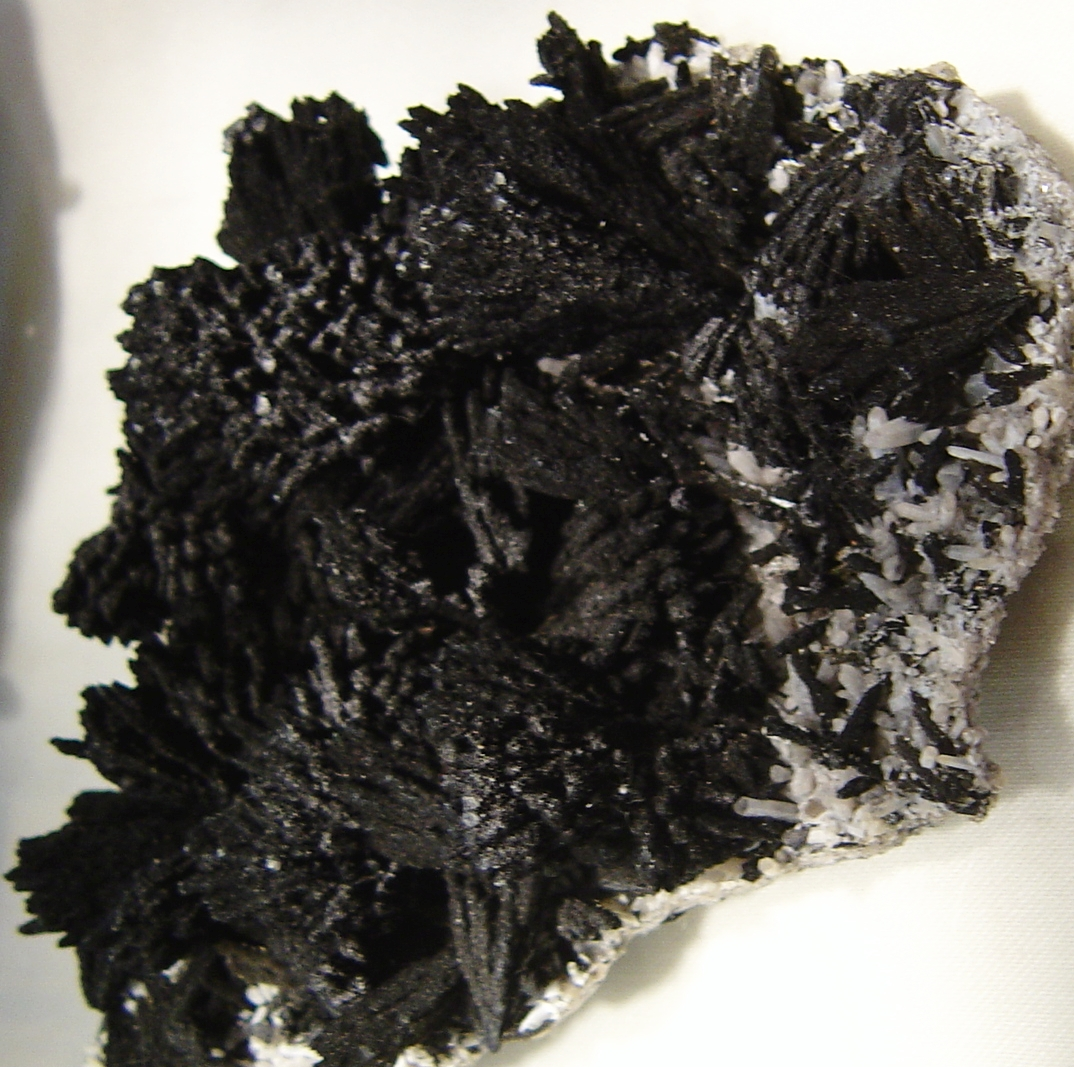
結晶の放射状集合